# Elecciones primarias de Puerto Rico de 2024
Las elecciones primarias de Puerto Rico de 2024 fueron realizadas el 2 de junio de 2024. En estas elecciones cada partido elegirá a sus candidatos a gobernador, a comisionado residente, al Senado, a la Cámara de Representantes, a las alcaldías y a las legislaturas municipales. El Partido Popular no realizará primarias para la posición de comisionado residente ya que anunció la candidatura del abogado Pablo José Hernández.

## Sistema electoral
Cada partido elige su candidato a gobernador por escrutinio mayoritario uninominal. Los candidatos al Senado se eligen por escrutinio mayoritario plurinominal en donde cada elector puede elegir 6 candidatos por acumulación y 2 por distrito. Para la Cámara de Representantes, los candidatos por acumulación son elegidos por un sistema de escrutinio mayoritario plurinominal con cada elector eligiendo a 6 candidatos y los candidatos por distrito son elegidos por escrutinio mayoritario uninominal. Los candidatos a alcalde son elegidos por escrutinio mayoritario uninominal mientras los candidatos para las legislaturas municipales son elegidos por escrutinio mayoritario plurinominal con el número de legisladores por los cuales se puede votar variando depende de la población de cada municipio.

## Primarias del PNP

### Precandidatos a gobernador
| Precandidatos | Precandidatos      | Precandidatos | Cargos ocupados                                                                                         |
| ------------- | ------------------ | --- | --- |
|               |                    | Pedro Pierluisi Urrutia                                                                                            | Gobernador de Puerto Rico (desde el 2021) Secretario de Estado (2019) Comisionado residente (2009-2017) |
|               | Jenniffer González | Comisionada residente (desde 2017) Presidenta de la Cámara de Representantes (2009-2013) Representante (2002-2017) | |

### Precandidatos a comisionado residente
| Precandidatos | Precandidatos | Precandidatos                                                           | Cargos ocupados                                                  |
| ------------- | ------------- | ----------------------------------------------------------------------- | ---------------------------------------------------------------- |
|               |               | William Villafañe                                                       | Senador (desde el 2019) Secretario de la Gobernación (2017-2018) |
|               | Elmer Román   | Secretario de Estado (2019-2020) Secretario de Seguridad Pública (2019) |                                                                  |

Retiraron su candidatura
- José "Quiquito" Meléndez, Representante (2011-)[10]

Declinaron su candidatura
- Ricardo Rosselló Nevares, Gobernador de Puerto Rico (2017-2019)[11]
- Larry Seilhamer Rodríguez, Secretario de Estado (2021), Senador (2009-2020)[12]
- Miguel Hernández Vivoni, Secretario de Vivienda (2009-2013)[1]
- Luis Dávila Pernas, Director ejecutivo de la Administración de Asuntos Federales de Puerto Rico (2023-)[13]
- Carlos Mellado, Secretario de Salud (2021-)[1]
- José Juan Reyes, Exgeneral de la Guardia Nacional[1][14]

### Resultados
| Partido                                | Partido           | Candidato                    | Votos   | %        |
| -------------------------------------- | ----------------- | ---------------------------- | ------- | -------- |
|                                        | Nuevo Progresista | Jenniffer González           | 174,203 | 54.26%   |
|                                        | Nuevo Progresista | Pedro Pierluisi (incumbente) | 146,872 | 45.74%   |
| Votos Totales                          | Votos Totales     | Votos Totales                | 321,075 | 100,00 % |
| Fuente: Comisión Estatal de Elecciones |                   |                              |         |          |

| Partido                                | Partido           | Candidato         | Votos   | %        |
| -------------------------------------- | ----------------- | ----------------- | ------- | -------- |
|                                        | Nuevo Progresista | William Villafañe | 172,844 | 54.53%   |
|                                        | Nuevo Progresista | Elmer Román       | 144,122 | 45.47%   |
| Votos Totales                          | Votos Totales     | Votos Totales     | 316,966 | 100,00 % |
| Fuente: Comisión Estatal de Elecciones |                   |                   |         |          |

|  | 15.94 % |

|  | 13.39 % |

|  | 11.70 % |

|  | 11.41 % |

|  | 10.00 % |

|  | 8.76 % |

|  | 8.30 % |

|  | 7.77 % |

|  | 6.96 % |

|  | 5.77 % |

|  | 100 % |

|  | 15.08 % |

|  | 13.26 % |

|  | 12.92 % |

|  | 12.41 % |

|  | 11.45 % |

|  | 10.64 % |

|  | 9.81 % |

|  | 7.32 % |

|  | 7.11 % |

|  | 100 % |

## Primarias del PPD

### Precandidatos a gobernador
| Precandidatos | Precandidatos      | Precandidatos                                    | Cargos ocupados                                         |
| ------------- | ------------------ | ------------------------------------------------ | ------------------------------------------------------- |
|               |                    | Juan Zaragoza                                    | Senador (desde 2021) Secretario de Hacienda (2014-2017) |
|               | Jesús Manuel Ortiz | Presidente del PPD (2023-) Representante (2017-) |                                                         |

Retiraron su candidatura
- Carlos Delgado Altieri (PPD), Alcalde de Isabela (2001-2021), candidato del PPD a la gobernación en las elecciones de 2020[18][19]
- Carmen Maldonado, Alcaldesa de Morovis (2017-)[20][21][22]
- Luis Javier Hernández, Alcalde de Villalba (2013-)[23][24][25]
- José Luis Dalmau, Presidente del Senado (2021-), Senador (2001-)[26][27]

### Resultados
| Partido                                | Partido             | Candidato          | Votos   | %        |
| -------------------------------------- | ------------------- | ------------------ | ------- | -------- |
|                                        | Popular Democrático | Jesús Manuel Ortiz | 93,133  | 61.77 %  |
|                                        | Popular Democrático | Juan Zaragoza      | 57,651  | 38.23 %  |
| Votos Totales                          | Votos Totales       | Votos Totales      | 150,784 | 100.00 % |
| Fuente: Comisión Estatal de Elecciones |                     |                    |         |          |

|  | 20.44 % |

|  | 17.93 % |

|  | 15.74 % |

|  | 15.54 % |

|  | 12.04 % |

|  | 11.81 % |

|  | 6.51 % |

|  | 100 % |

|  | 26.52 % |

|  | 20.79 % |

|  | 16.05 % |

|  | 14.87 % |

|  | 13.08 % |

|  | 8.96 % |

|  | 100 % |

## Primarias del MVC

### Precandidatos a comisionado residente
| Precandidatos | Precandidatos      | Precandidatos                                                | Cargos ocupados          |
| ------------- | ------------------ | ------------------------------------------------------------ | ------------------------ |
|               |                    | Ana Irma Rivera Lassén                                       | Senadora (desde el 2021) |
|               | Edgardo Cruz Vélez | Militar retirado y candidato a alcalde de Guánica en el 2020 |                          |

### Resultados
| Partido                                                                    | Partido                       | Candidato              | Votos | %        |
| -------------------------------------------------------------------------- | ----------------------------- | ---------------------- | ----- | -------- |
|                                                                            | Movimiento Victoria Ciudadana | Ana Irma Rivera Lassén | 1,043 | 85.49%   |
|                                                                            | Movimiento Victoria Ciudadana | Edgardo Cruz Vélez     | 177   | 14.51%   |
| Votos Totales                                                              | Votos Totales                 | Votos Totales          | 1,220 | 100.00 % |
| Fuente: Informe de la Comisionada Electoral sobre Asamblea de Candidaturas |                               |                        |       |          |

|  | 40.09 % |

|  | 23.17 % |

|  | 21.49 % |

|  | 15.25 % |

|  | 100 % |

|  | 43.98 % |

|  | 32.00 % |

|  | 24.02 % |

|  | 100 % |